# فورت أن (نيويورك)
فورت أن (بالإنجليزية: Fort Ann, New York)‏ هي معلم جغرافي تقع في الولايات المتحدة في مقاطعة واشنطن، نيويورك. يقدر عدد سكانها بـ 6,417 نسمة .

## أعلام
- فلويد بيري بيكر
- إدوين ر. رينولدز
- ليستير ارتشر
- كلير بوتير